# North Hants League
The North Hants League var en engelsk fotbollsliga. Under större delen av dess existens hade den en enda division som låg på nivå 13 i det engelska ligasystemet. Den var en matarliga till Hampshire League och hade tre egna matarligor; Andover and District Saturday Football League, Winchester and District Saturday Football League och Basingstoke and District Football League.
Den fanns från 1969 till 2004. Den hade två divisioner till och med 1980-talet och bestod av reservlag till många Hampshire League-klubbar. När ligan bildade en Combination Division för reservlagen försvann många av dem.